# Абдурахими, Бесарт
Бесарт Абдурахими (алб. Besart Abdurahimi; макед. Бесарт Абдурахими; род. 31 июля 1990, Загреб) — македонский футболист, правый вингер клуба «Зриньски».

## Клубная карьера
Родился в Загребе в семье албанцев, выходцев из македонского поселения Врапчиште. Начал заниматься футболом в команде «Зеленгай», из которой перешёл в академию столичного «Локомотива». С 2004 года находился в структуре клуба «Загреб».
14 сентября 2008 дебютировал в основной команде «Загреба» в матче чемпионата против столичного «Динамо». В команде всего провёл пять сезонов, приняв участие в 121 матче чемпионата. Большинство времени, проведённого в составе «Загреба», был основным игроком команды, а в сезоне 2012/13 он забил двенадцать голов и стал лучшим бомбардиром команды, но, тем не менее, команда заняла последнее место в чемпионате и вылетела во второй дивизион Хорватии.
Поэтому 16 сентября 2013 Абдурахими на правах аренды перешёл на один сезон в израильский «Хапоэль» (Тель-Авив). Дебютировал за новую команду 21 декабря в матче против «Бней Сахнин» (0:4). Всего за сезон Бесарт сыграл в двадцати матчах, в которых забил четыре гола.
В августе 2014 подписал контракт с бельгийским «Локереном». Дебютировал за бельгийцев 16 августа в матче чемпионата против «Льерса», в котором сразу отметился голом, а на 64-й минуте был заменён на ещё одного новичка команды Мбайе Лейе.
28 марта 2016 года арендован казахстанским чемпионом «Астаной», 26 июля 2016 года — клубом Второго дивизиона Джей-лиги «Сересо Осака». В феврале 2017 года «Локерен» бесплатно отпустил Бесарта в «Шкендию», главный тренер бельгийцев Рунар Кристинссон на него не рассчитывал.

## Карьера за сборную
В течение 2009—2012 годов привлекался в состав молодёжной сборной Хорватии. На молодёжном уровне принял участие в 10 официальных матчах, забив 2 гола.
В феврале 2014 года албанские СМИ писали о Абдурахими как о хорошем варианте для албанской сборной, так как он является этническим албанцем. Однако 14 мая 2014 Бесарт получил вызов в сборную Македонии на матчи против Камеруна и Катара, который он и принял.
26 мая 2014 дебютировал в официальных матчах в составе национальной сборной Македонии в товарищеском матче против сборной Камеруна (0:2).

### Гол за сборную
| Дата           | Место                                            | Соперник   | Счёт | Результат | Турнир                |
| -------------- | ------------------------------------------------ | ---------- | ---- | --------- | --------------------- |
| 9 октября 2014 | Национальная арена Филипп II Македонский, Скопье | Люксембург | 3:2  | 3:2       | Кваликация на ЧЕ 2016 |